# 栗林藍希
栗林 藍希（くりばやし あいの、2001年〈平成13年〉4月22日 - ）は、日本の女優。新潟県出身。cassia management所属。2020年からaino名義で、歌手としても活動。

## 来歴
2017年、映画『緑色音楽』でスクリーンデビュー。
2019年、ドラマ『his〜恋するつもりなんてなかった〜』（名古屋テレビ放送）でヒロインを務めた。
2020年、aino名義で、歌手として活動を開始。
2021年、江戸川乱歩原案の映画『聖なる蝶 赤い部屋』にて映画初主演。

## 人物
趣味はカメラとギター、特技はサッカー。

## 出演

### 映画
- 緑色音楽（2017年10月16日公開） - 古瀬なな 役
- 左様なら（2019年9月6日公開） - 岡野凜 役
- シスターフッド（2019年3月1日公開） - 梓 役
- クロガラス（2019年3月9日公開） - 美音 役
- クローゼット(2020年10月30日公開) - 麻生七海 役
- 聖なる蝶 赤い部屋（2021年4月16日公開　監督：窪田将治）[2] - 主演・ルミ役
- 青葉家のテーブル （2021年6月18日公開） - 国枝優子 役
- 水平線（2024年3月1日公開） - 奈生 役[3]

### テレビドラマ
- ふたりモノローグ（2018年1月10日 - 2月14日、TOKYO MX） - 蓮茂台アキラ 役
- his〜恋するつもりなんてなかった〜（2019年4月8日 - 5月6日、名古屋テレビ） - ヒロイン・平原亜子 役 ※志田彩良とダブルヒロイン=
- 家政夫のミタゾノ 第5シリーズ 第2話（2022年4月29日、テレビ朝日） - 三木愛 役

### ネットドラマ
- 僕等の物語（2020年・YouTube配信）
- いつか真夜中のてっぺん（2018年・YouTube配信） - 主演
- ふたりモノローグ（2017年10月9日 - 11月13日、AbemaTV） - 蓮茂台アキラ 役
- メルスプラン20周年記念配信ドラマ「ニューワールドメイカーズ」(2022年) - あいの 役
- トークサバイバー第3話(2022年・Netflix配信) - マユミ 役
- 神様、おねがい　（横浜DeNAベイスターズ初の縦型ドラマ）　-主演　浜辺きらら　役

### テレビ番組
- 音流〜ONRYU〜（2017年10月6日 - 2022年4月23日、テレビ東京） - レギュラー
- 報道ステーション(テレビ朝日) - ナレーション
- あざとくて何が悪いの(テレビ朝日) - 田中みな実 役／小島瑠璃子 役

### CM
- ゆうちょ銀行「未来もずっと、ここに」篇（2017年） - 娘 役
- 亀田製菓インスタグラムタイアップ企画（2019年）
- シフトボード WEBCM（2020年）
- マイクロソフトSurface WEBCM（2021年）
- TOYOTA AQUA TVCM(2022年)
- イーデザイン損保TVCM 「&e（アンディー）安全運転プログラム篇」(2022年)
- KDDI WEBCM（2022年）

### 舞台
- ナナシノ（　）本公演「希薄」（2018年9月12日～17日、東京・サンモールスタジオ）

### MV
- かせきさいだぁ「カンフーダンス」（2017年）
- UNFAIR RULE「内緒」（2024年）

## 楽曲
- EPアルバム「I know」(2022年)